# St. Konrad (Hof)

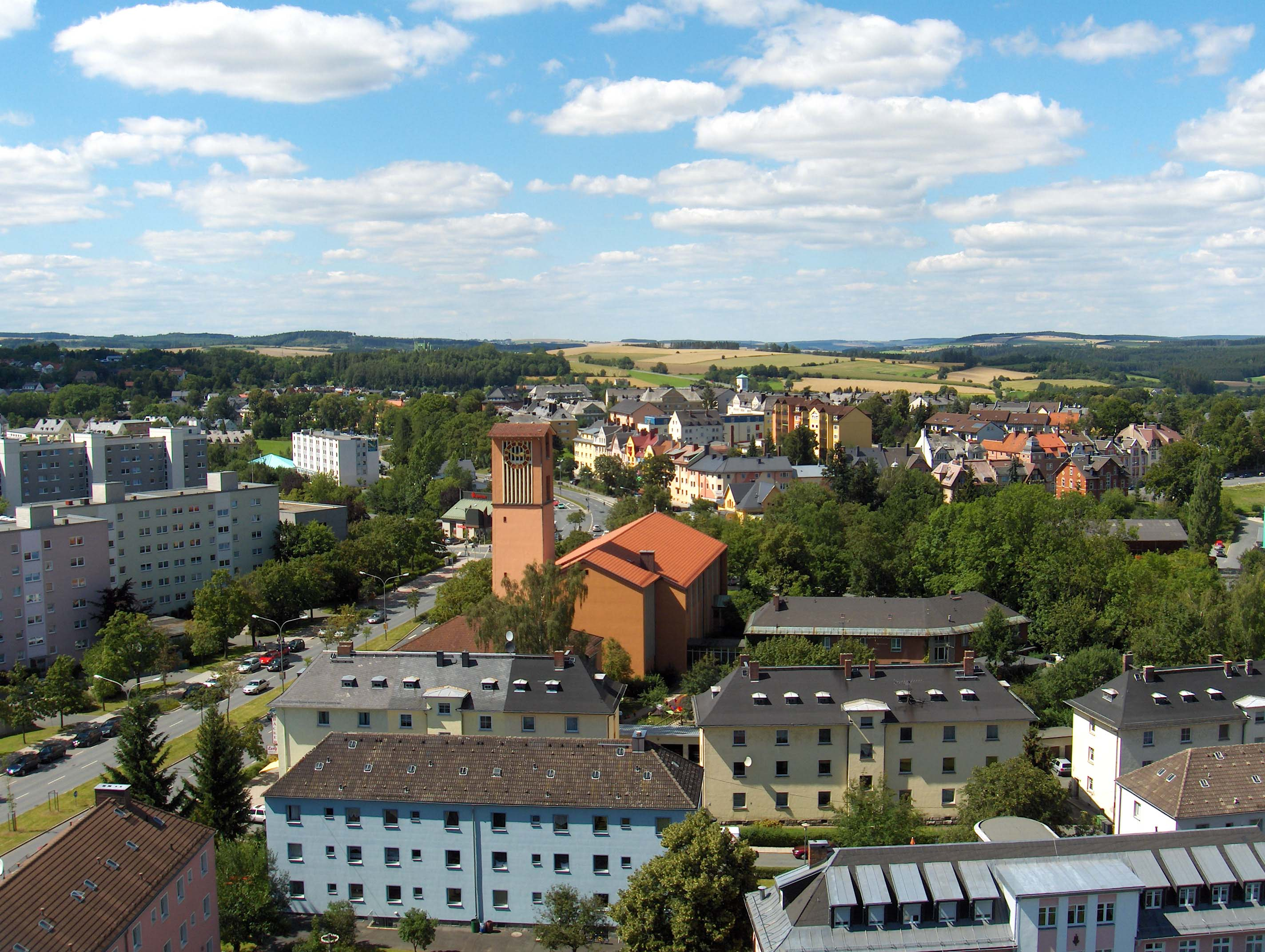
St. Konradkirche Hof

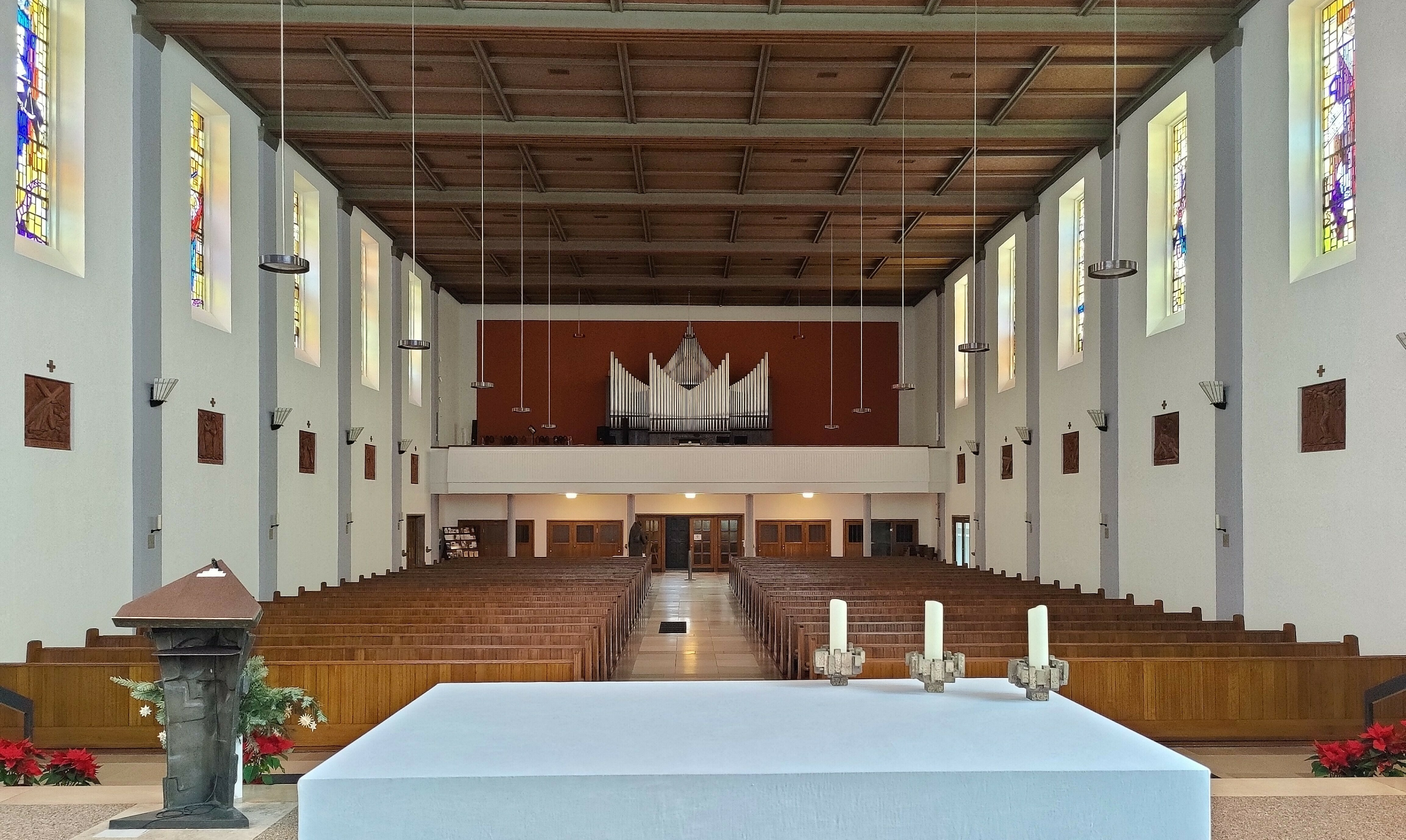
Innenraum, Blick zur Orgel (2022)

St. Konrad ist eine römisch-katholische Kirche der Pfarrei Bernhard-Lichtenberg in der bayerischen Stadt Hof. Sie befindet sich im Stadtteil Neuhof, an der Ernst-Reuter-Straße. Sie gehört zum Erzbistum Bamberg, zum Dekanat Hof und zum Seelsorgebereich Hofer Land.

## Zur Geschichte
1951 erwarb die Hofer Stadtpfarrei St. Marien an der Ernst-Reuter-Straße im Stadtteil Neuhof einen Bauplatz zur Errichtung einer zweiten Kirche. Der Architekt Franz Raith wurde von Stadtpfarrer Prälat Michael Gehringer mit der Planung beauftragt. Im Sommer 1953 erfolgte der Baubeginn, am 13. Oktober 1954 wurde die neue Kirche vom Bamberger Erzbischof Josef Otto Kolb geweiht.
1956, zwei Jahre nach der Fertigstellung der Kirche wurde St. Konrad von der Stadtpfarrkirche abgepfarrt und zur Pfarrei erhoben. Das Pfarrgebiet der Stadt wurde aufgeteilt, St. Konrad erstreckt sich über das westliche und nördliche Hofer Stadtgebiet und St. Marien über den östlichen und südlichen Bereich der Stadt. Erster Pfarrer der neuen Pfarrei war Franz zu Löwenstein, der sich dafür einsetzte, das die Seelsorge in St. Konrad künftig von Jesuiten geleitet wurde. Bei der Gründung des Hofer Konventes wohnten die Patres noch im Kellergeschoss des damaligen Kindergartens. Im März 1957 erfolgte der Einzug in das neu gebaute Pfarrhaus. Drei Schwestern der Oberzeller Franziskaner-Kongregation zogen im November 1957 ebenfalls ins Pfarrhaus ein.
In den ersten 15 Jahren ihres Bestehens war die St.-Konrad-Kirche karg und mit wenig Inventar ausgestattet. Links vom Haupteingang entstand 1959 eine Taufkapelle, die mit einem Taufstein und einem Bronze-Christus ausgestattet ist. Am 18. November 1967 wurde der an der Ernst-Reuter-Straße gelegene Erweiterungsbau mit Pfarrsaal und Kindergarten eingeweiht. Im Zuge des Zweiten Vatikanischen Konzils begann 1971 eine Umgestaltung der St.-Konrad-Kirche. Beauftragt wurde der Künstler Hubert Weber aus Lichtenfels. Er entwarf sowohl die neuen Fenster als auch die Ausstattung des Raumes und weitere Kunstgegenstände. Der neue Altar, ein Marmorblock auf einem kreuzförmigen Fuß, wurde Anfang des Jahres 1972 aufgestellt und acht Monate später von Weihbischof Martin Wiesend geweiht.
Für die Chorwand hinter dem Altar hat Weber ein nahezu über die gesamte Gebäudehöhe reichendes Mosaik entworfen. In stilistischer Einheit mit dem Steinmosaik an der Altarwand befinden sich das stehende Altarkreuz, der Ambo, der Leuchter auf dem Altar und der Tabernakel, ihrerseits aus Bronze gefertigt von Hubert Weber. Vor dem Tabernakel, links vom Chorraum, steht eine lebensgroße Bronzeskulptur von Hubert Weber, die den Hl. Bruder Konrad zeigt. Auch die beiden mit Bronzeplatten gestalteten Portale der Kirche, das Ostertor an der Nordfassade und das Weihnachtstor an der Westfassade wurden von Hubert Weber gefertigt. Jeder der beiden Flügel des 1983 eingebauten Ostertores stellt auf vier untereinander angeordneten Plattenpaaren eine Szene aus dem Alten Testament einer entsprechenden aus dem Neuen Testament gegenüber. Das Weihnachtstor wurde bereits 1980 eingebaut. Hier greifen die Bronzeplatten inhaltlich zum einen die prophetische Sicht im Alten Testament auf und zum anderen die Erfüllung der Heilszusagen aus den Evangelien, die von der Kindheit Jesu erzählen.

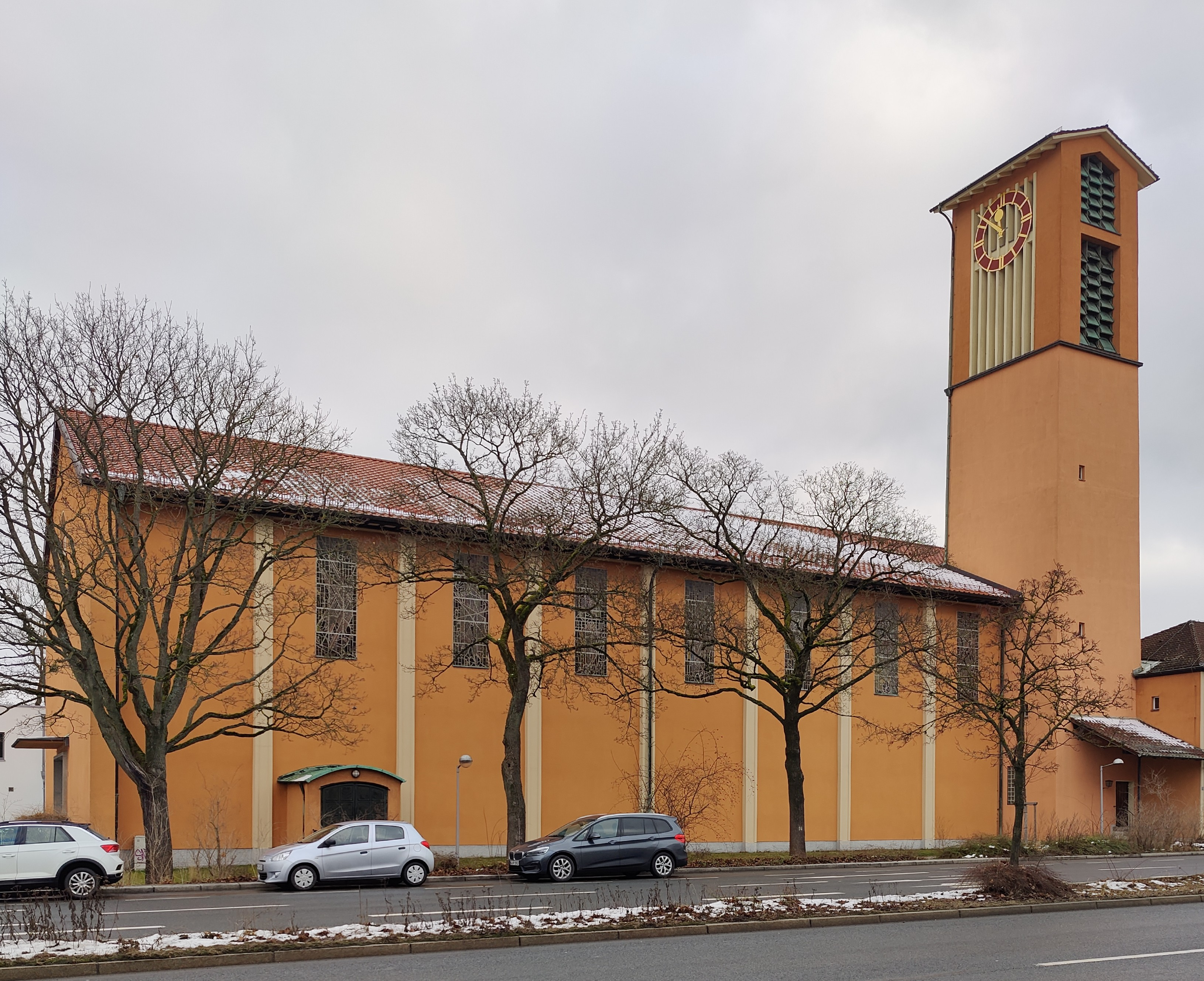
Ansicht von der Ernst-Reuter-Straße
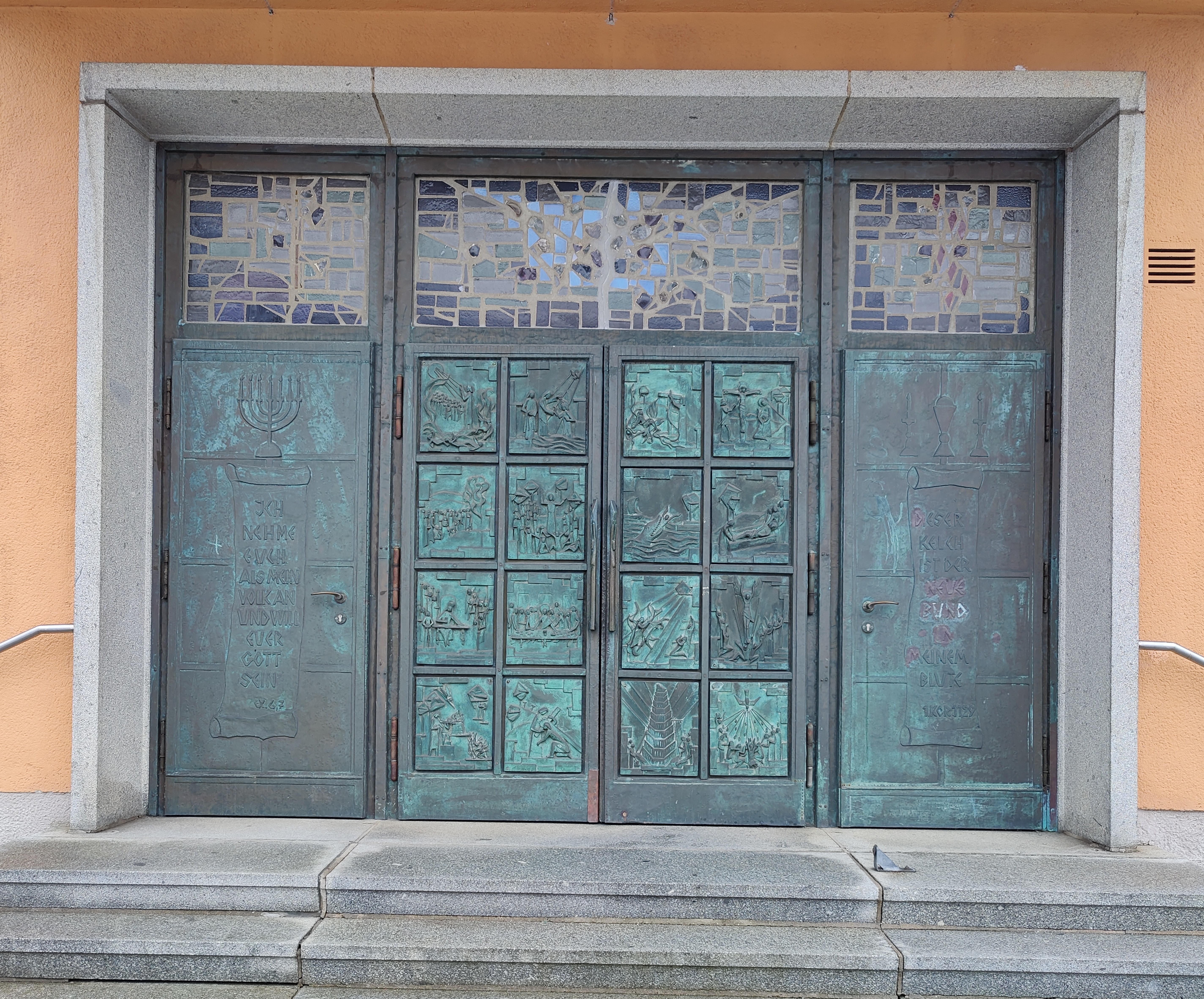
Nordportal
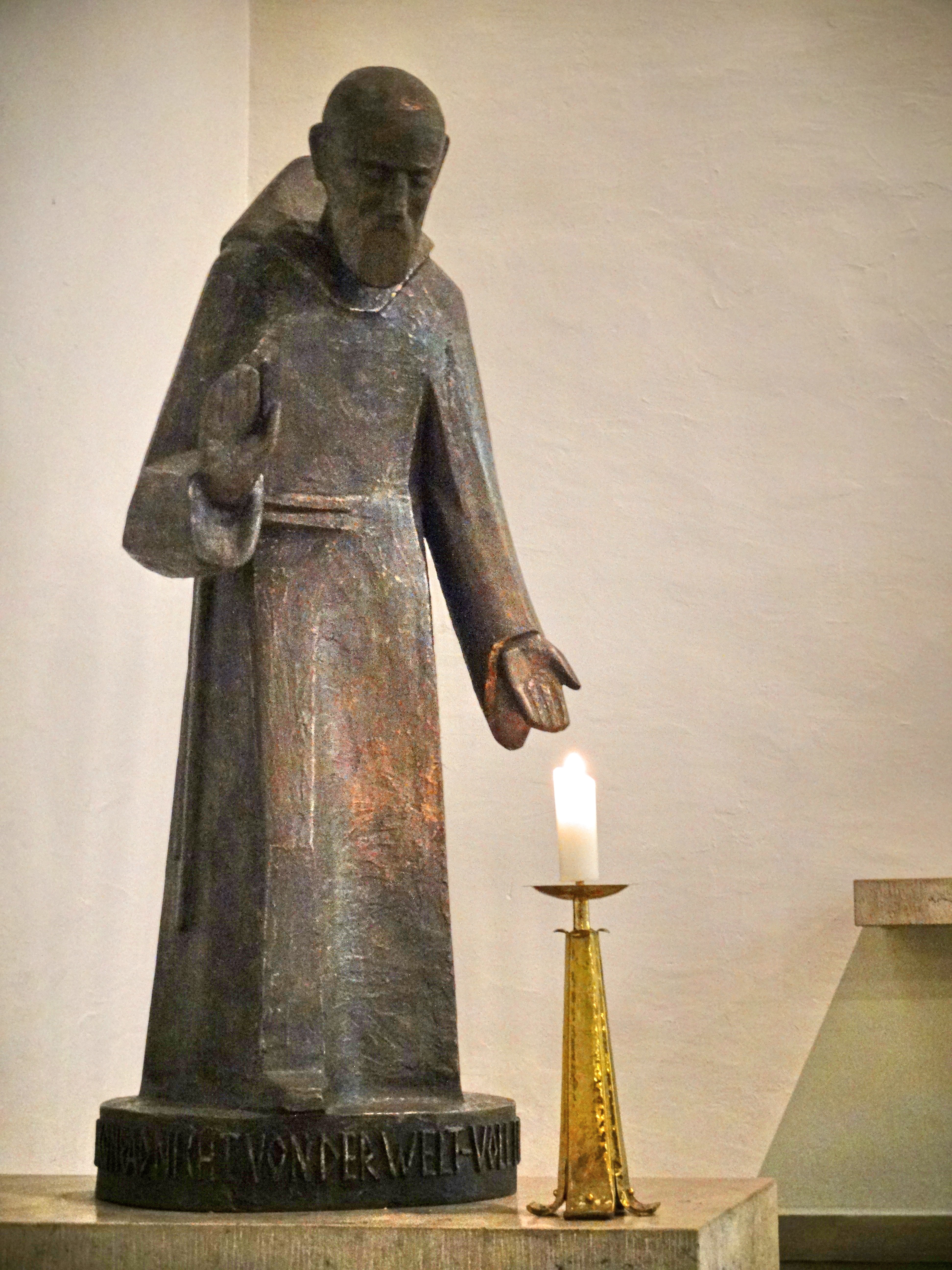
Bruder Konrad, Bronzeskulptur von Hubert Weber
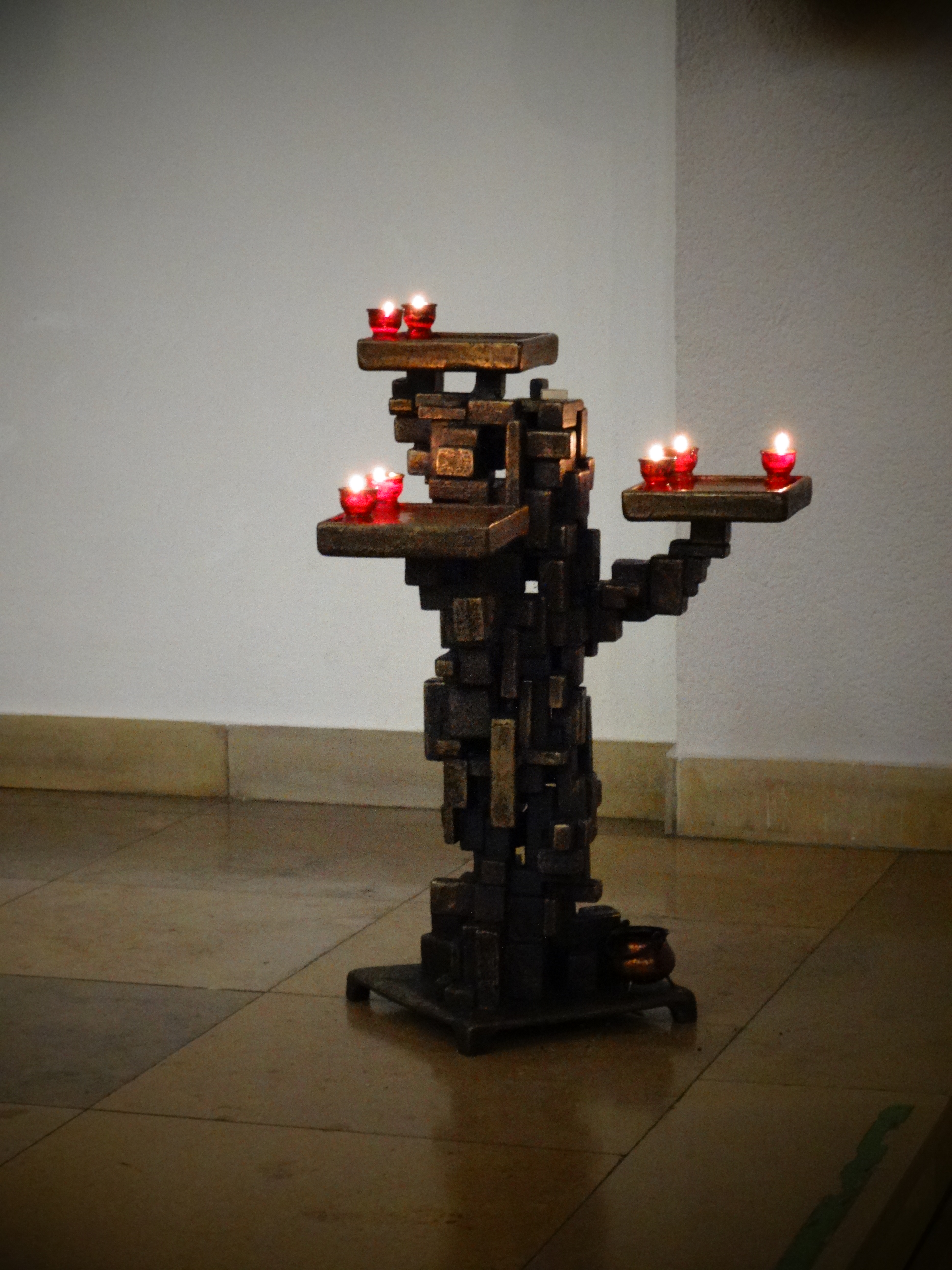
Kerzenleuchter
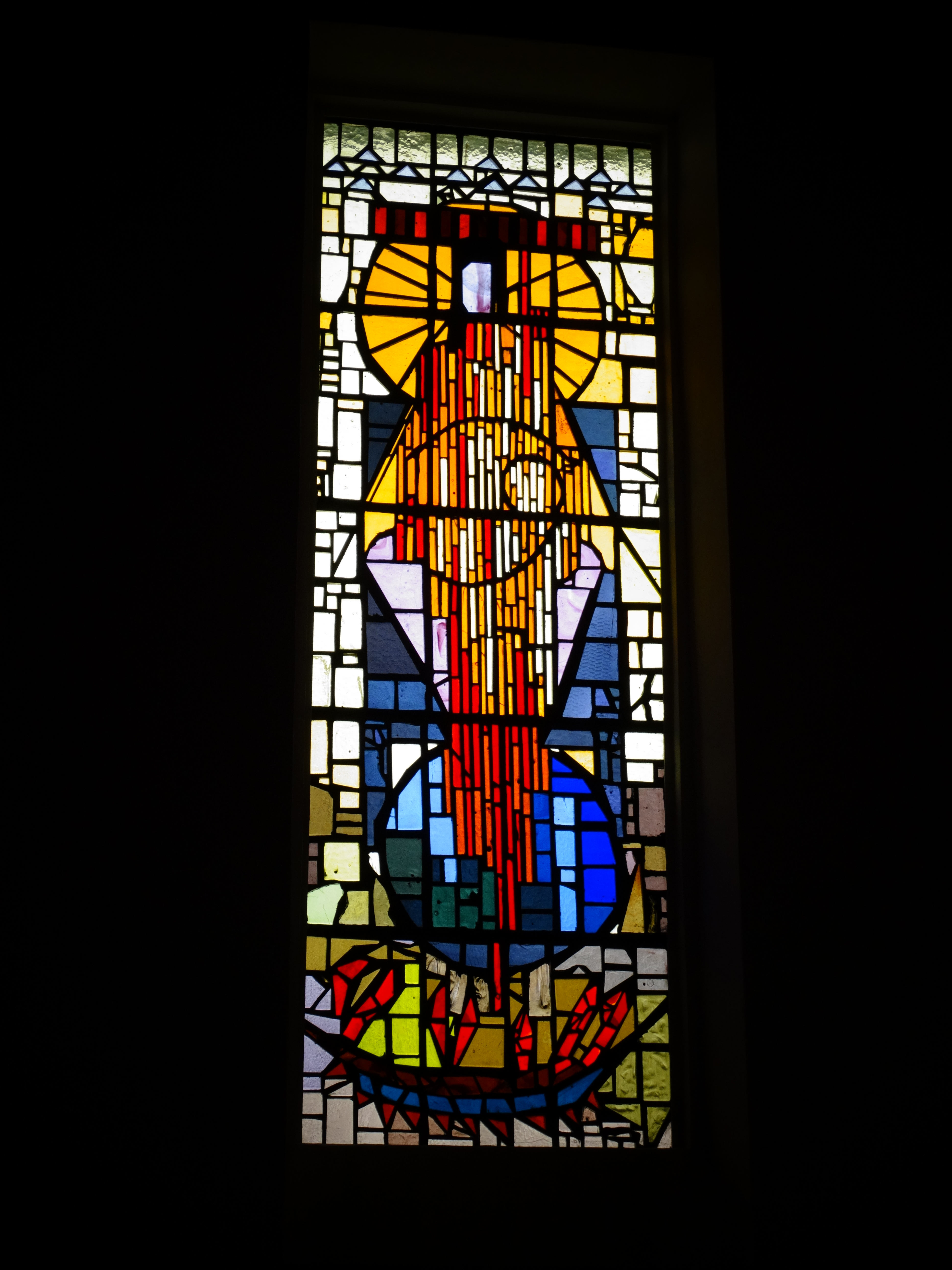
Fenster
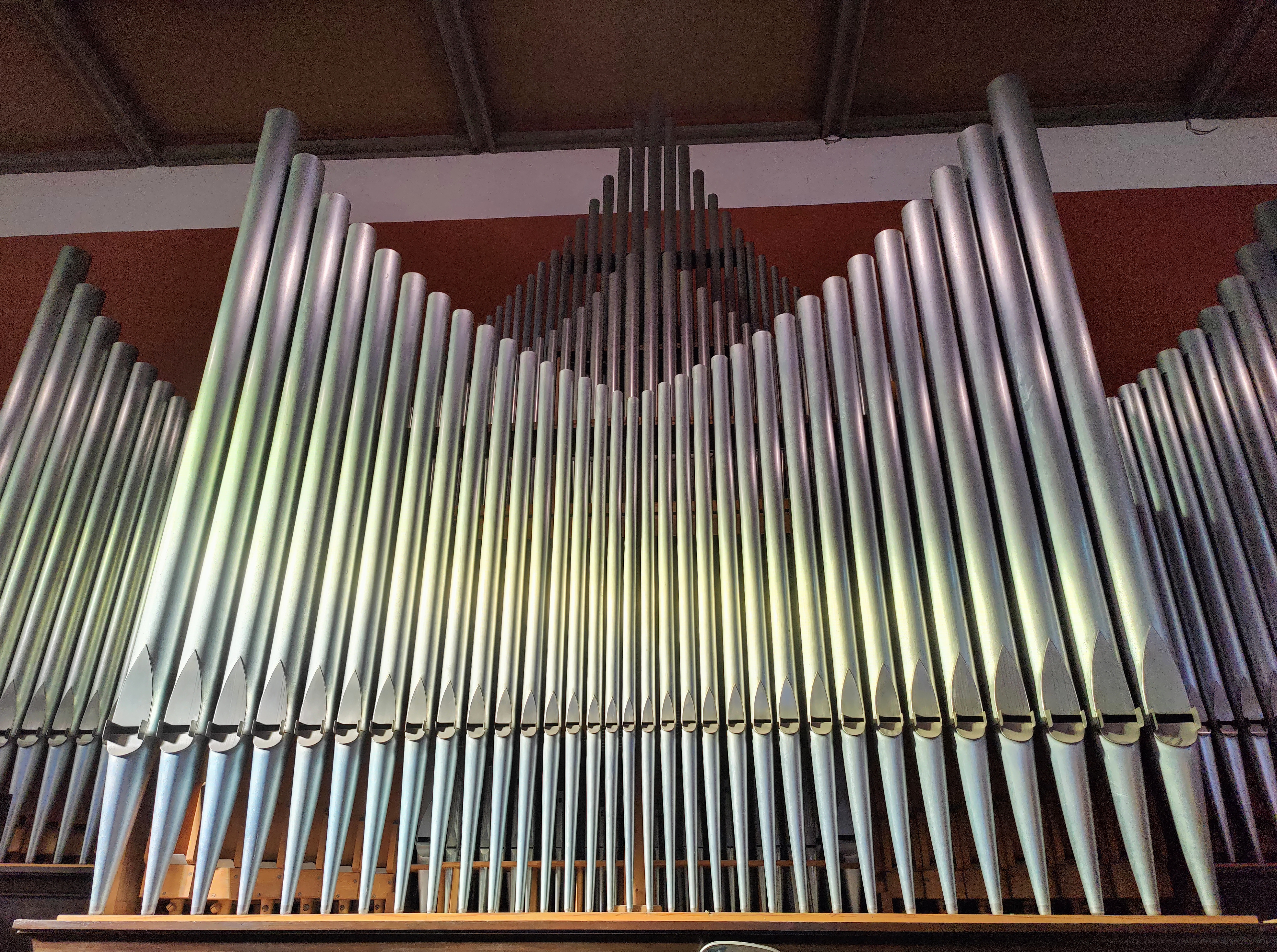
Orgelprospekt
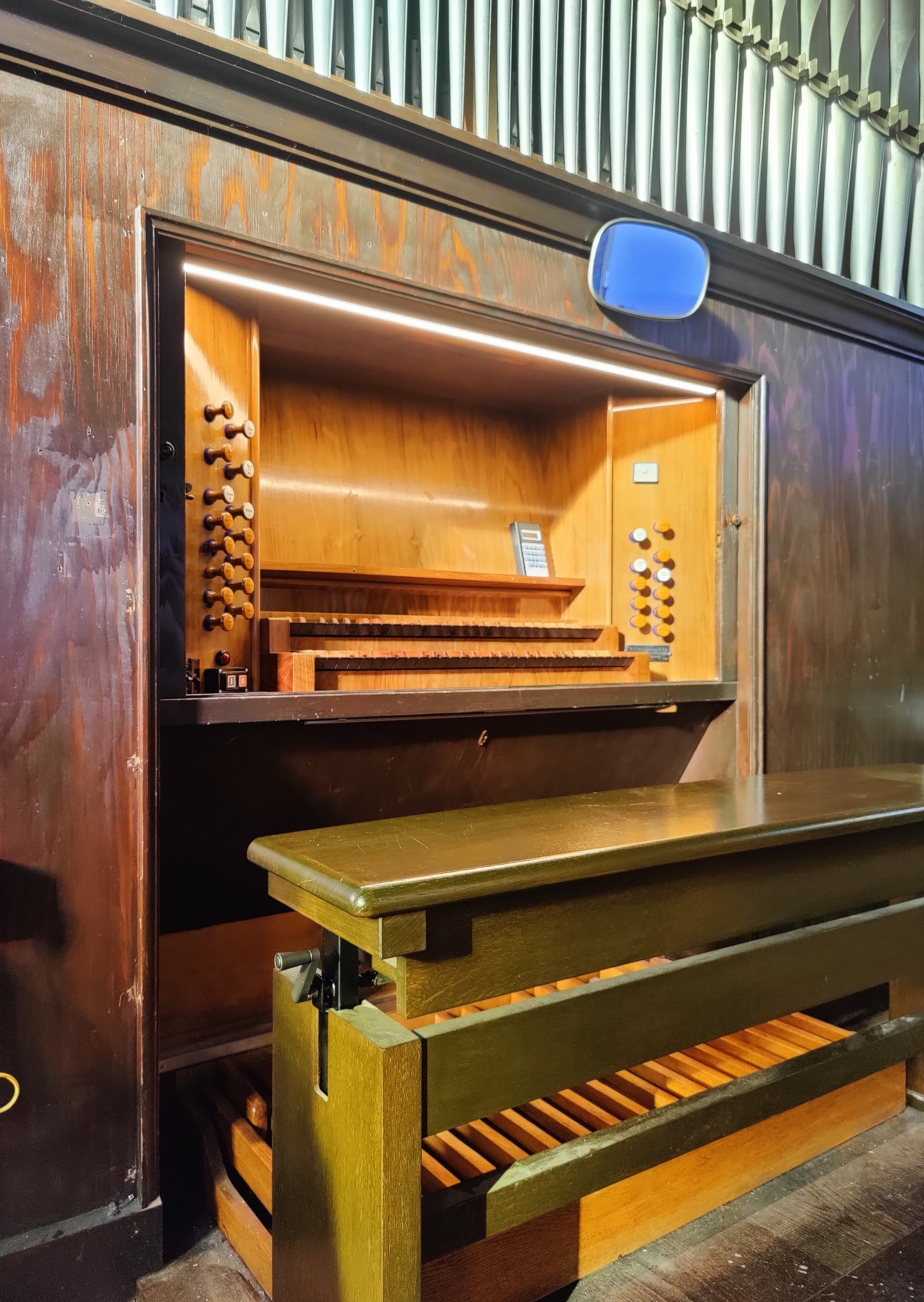
Spielanlage der Orgel

Die jüngsten Kunstwerke in St. Konrad stammen von der Bildhauerin und Stuckateurin Elisabeth Schindler-Rutzika, die bis zu ihrem Tod in Hof lebte und arbeitete. Sie entwarf die Madonna, die auf der rechten Wandseite der Kirche, in der Nähe des Eingangs zur Sakristei angebracht ist. Von ihr stammt auch der 14-teilige Kreuzweg an beiden Längsseiten des Gebäudes. Die rechteckigen Steinreliefs zeigen die Stationen des Leidensweges Jesu. Die St.-Konrad-Kirche verfügt über ein Geläut von vier Glocken (e1, g1, a1, cis2).
Von 1956 bis 2010 war St. Konrad Sitz einer Niederlassung der Jesuiten. Gründer des Konvents war Franz zu Löwenstein SJ. Im August 2010 wurde der Hofer Jesuitenkonvent aufgelöst und ein Diözesanpriester des Erzbistums Bamberg übernahm die Leitung. Durch einen Beschluss der Pfarrgemeinderäte und Kirchenverwaltungen von St. Marien und St. Konrad aus dem Jahr 2015 und die Genehmigung des Erzbischofs von Bamberg und des Bayerischen Staatsministeriums bilden die beiden Hofer Seelsorgebereiche seit dem 1. Juli 2017 die Katholische Pfarrei Bernhard Lichtenberg. Die Filialkirchenstiftungen wurden aufgehoben und die Kirchen als Gottesdienstorte in die neue Pfarrei integriert.

## Orgel

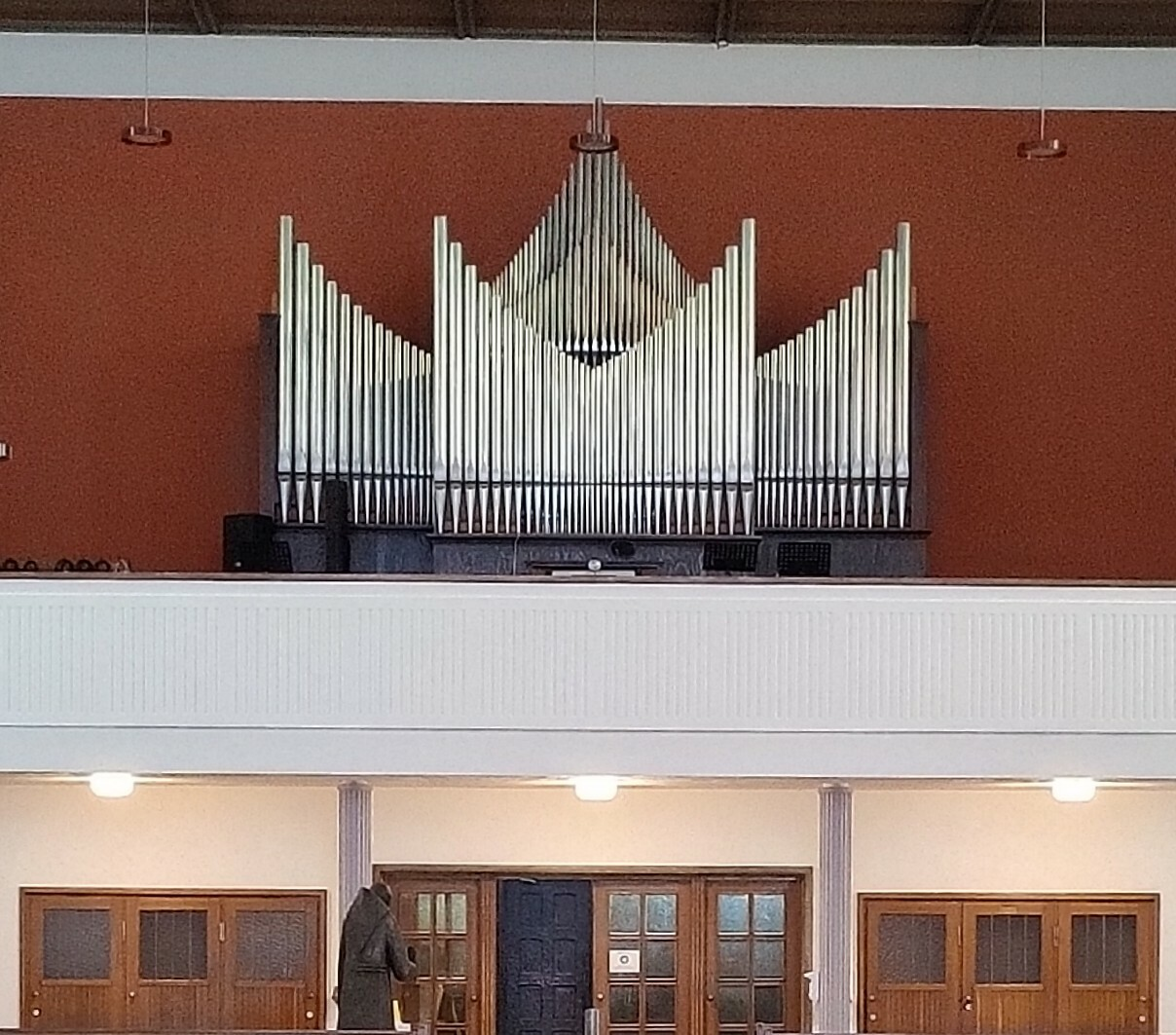
Steinmeyer-Orgel von 1958

Die zweimanualige Orgel mit 25 Registern und einem Freipfeifenprospekt wurde ab 1957 von der Firma Steinmeyer aus Oettingen erbaut (Opus 1941) und Weihnachten 1958 geweiht. 1977 erfolgte eine Erweiterung durch Orgelbau Eisenbarth. Die Wartung und Pflege liegt heute in Händen der Firma Orgelbau Eisenbarth aus Passau. Die Disposition lautet wie folgt:
| I Hauptwerk C–g3 |       |
| Pommer           | 16′   |
| Praestant        | 8′    |
| Hohlflöte        | 8′    |
| Oktave           | 4′    |
| Rohrflöte        | 4′    |
| Waldflöte        | 2′    |
| Mixtur IV        | 1 ⁄3′ |
| Cymbel III       | 1⁄2′  |
| Trompete         | 8′    |

| II Schwellwerk C–g3 |       |
| Lieblich Gedeckt    | 8′    |
| Salicional          | 8′    |
| Praestant           | 4′    |
| Blockflöte          | 4′    |
| Prinzipal           | 2′    |
| Quinte              | 1 ⁄3′ |
| Sesquialtera II     | 2 ⁄3′ |
| Scharf              | 1′    |
| Singend Regal       | 8′    |
| Rohrschalmey        | 4′    |
| Tremulant           |       |

| Pedalwerk C–f1 |       |
| Subbass        | 16′   |
| Prinzipal      | 8′    |
| Choralflöte    | 4′    |
| Mixtur IV      | 2 ⁄3′ |
| Fagott         | 16′   |
| Clairon        | 8′    |

- Normalkoppeln: II/I, I/P, II/P

## Filialkirchen

### St. Heinrich
Aus heimischen Natursteinen gemauert, erinnert die Kapelle in Untertiefengrün mit seinem vergitterten Vorhof an eine kleine Burg. Die schlanken Fenster ähneln den historischen Wehrkirchen der nahen Umgebung. Der Innenraum kommt einem umgestülpten Bootsrumpf gleich. Einfachheit und Schönheit der Ausgestaltung macht den zeitlosen Charme der Kirche aus. Am Hang gelegen, ist sie bis zum Nachbarbundesland Thüringen sichtbar. Ihre Glocken sich weit in das Saaletal hinein hörbar.
Die Kapelle wurde 1932 zu großen Teilen aus privaten Mitteln finanziert. Sie wurde dem Heiligen Heinrich gewidmet. Als Besonderheiten sind ein Bild der heiligen Kunigunde und ein von Carl Orff gestiftetes Marienbild zu nennen. Die etwa siebzig Gläubige fassende Kirche liegt am Wanderweg Berger Winkel und lädt Wanderer zur Besinnung ein.

### Maria Königin des Friedens
1946 kamen Flüchtlinge nach Leupoldsgrün und es entstand eine kleine katholische Gemeinde mit 150 Personen. Die seelsorgliche Betreuung übernahm zunächst St. Marien in Hof. Am 5. September 1956 wurde sie der Pfarrei St. Konrad in Hof angegliedert. Am 8. September 1960 wurde ein Grundstück zwecks Bau einer neuen Kirche erworben. Unter der Leitung von Pater zu Löwenstein SJ und Bauingenieur Hofrichter begannen Planungen, Berechnungen und Verhandlungen über die Finanzierung. In Eigenleistung wurde der Rohbau erstellt. Die Grundsteinlegung war am 5. Oktober 1961. Bereits am 8. Dezember 1962 konnte das Gebäude auf den Namen Maria König des Friedens geweiht werden.
Der Altarraum wird durch große Fenster von beiden Seiten erhellt. Der Altarstein aus Marmor ist um zwei Stufen erhöht. An der Stirnwand befindet sich ein großes Holzkreuz. Auf einer Marmorsäule links vom Altar steht der Tabernakel mit dem Allerheiligsten. Liturgischen Geräte und eine Herz-Jesu-Statue stifteten Gemeindemitglieder. Die Statue der Gottesmutter mit Jesuskind im Arm ist ein Geschenk der amerikanischen Gemeinde in Hof. Die amerikanischen Soldaten schenkten auch die Glocken und das dazugehörige elektrische Läutwerk. 1998 wurde ein Gemeindeheim an die Kirche angebaut.

### Maria von der immerwährenden Hilfe
Im Sommer 1950 wurde eine Wellblechbaracke in der ehemaligen Konradsreuther Wachtelgasse als vorläufiger Gottesdienstraum durch Prälat Michael Gehringer aus Hof geweiht. Bis dahin hatte die evangelische Gemeinde ihre Kirche zur Verfügung gestellt.
Das Innere dieser ersten Kirche wurde von einheimischen Handwerken und Gönnern ausgestattet. 1957 entschloss man sich zum Neubau einer katholischen Kirche. Die meisten Arbeiten wurden in Eigenleistung erbracht. Am 8. Dezember 1957 wurde die Kirche von Weihbischof Landgraf und Pater zu Löwenstein SJ geweiht. Am 9. Dezember 1990 wurde ein Erweiterungsbau um ein Gemeindezentrum fertiggestellt und am 11. Oktober 1992 weihte Erzbischof Elmar Maria Kredel den Altar der renovierten Kirche. Mit einer neuen Orgel und durch die Errichtung eines neuen Glockenturms war der Bau abgeschlossen.

### St. Josef
Die Kapelle wurde 1957 erbaut, Vorgänger war ein Betsaal in einer Baracke der Hofer St.-Josefs-Siedlung gewesen. Als die Baracke, in der auch ein Kindergarten untergebracht war, abgerissen wurde, sammelte die Gemeinde Geld für Baumaterialien und errichtete nach den Plänen des Architekten Franz Bruhs aus Lamitz die St.-Josefs-Kapelle in Eigenleistung. Die Weihe am 20. Juni 1959 nahm Prälat Michael Gehringer vor. Aufgrund zahlreicher Spenden konnte die Josefskapelle 2008 renoviert werden. Der Hofer Künstler Helmut Klasen erstellte Bilder auf Keramikfliesen. Sie zeigen das Leben Jesu.

### St. Pius
Zum Bau der St.-Pius-Kirche im Hofer Münsterviertel gründete sich 1972 ein Kirchbauverein, zuvor wurde eine Befragung über die Gestaltung und Finanzierung der Kirche durchgeführt. Die Einweihung fand 1977 durch den Bamberger Erzbischof Elmar Maria Kredel statt.